# Gordali-Iurt
Gordali-Iurt (en rus: Гордали-Юрт) és un poble de la república de Txetxènia, a Rússia, segons el cens del 2022 tenia 2.284 habitants.